# Franz Thomasser
Franz Thomasser (Villach, Karinthië, 20 maart 1942 – 21 februari 2003) was een Oostenrijks componist, ingenieur en dirigent.

## Biografie
Thomasser studeerde gedurende zijn militaire dienst in de Militärmusik Steiermark aan de Universität für Musik und darstellende Kunst in Graz, Stiermarken. Zijn leraren waren voor compositie Waldemar Bloch en Karl Haidmayer. Hij dirigeerde onder andere de Musikverein Neulengbach van 1988 tot 1999. 
Naast zijn hoofdberoep als ingenieur bij de Oostenrijkse train-maatschappij was hij als componist voor harmonieorkesten werkzaam. 

## Composities

### Werken voor harmonieorkest
- Belvedere Marsch
- Burg Hochosterwitz, ouverture
- Donau Träume, wals
- Grand Prix Marsch
- Italienische Impressionen
- Sinfonia classica
- Strohfeuer, polka schnell

### Kamermuziek
- Etude 3 in C-groot, voor fagot solo
- Etude 4 in C-groot, voor fagot solo
- Ständchen (Chans pur Christine), voor zither-ensemble

### Werken voor piano
- Elegie, langzame wals

- Gemeinsame Normdatei: 134539281
- International Standard Name Identifier: 0000 0000 5657 0951
- Virtual International Authority File: 79663913